# Jake Berry
Pour les articles homonymes, voir Berry (homonymie).
James Jacob Gilchrist Berry, dit Jake Berry, né le 29 décembre 1978 à Liverpool, est un homme politique et ancien avocat britannique. Il est député de Rossendale et Darwen de 2010 à 2024 et président du Parti conservateur de septembre à octobre 2022.

## Biographie
Il est né à Liverpool le 29 décembre 1978 et fait ses études au collège de Liverpool, avant d'obtenir un diplôme de Droit à l'Université de Sheffield. Il se forme à l'Université de Chester et dans la Ville de Londres, avant de devenir avocat en 2003. Il est spécialisé dans le droit du logement et du développement.

## Parcours politique
Il est élu en 2010 en tant que député de Rossendale et Darwen. Il gagne contre la sortante Janet Anderson, qui a occupé ce poste pendant dix-huit ans, avec 4 493 voix de majorité.
En 2010, il est nommé Secrétaire parlementaire privé du Ministre d'Etat Grant Shapps au sein du Département du Logement, des Communautés et du Gouvernement local, puis il suit Grant Shapps au Bureau du Cabinet (Royaume-Uni) en 2012.
En avril 2013, le Premier Ministre, David Cameron lui demande de le rejoindre comme conseiller politique sous la direction de Jo Johnson. Il a conseillé le Premier Ministre sur le logement, la croissance régionale et le gouvernement local.
Aux élections générales britanniques de 2015, Berry est réélu député de Rossendale et Darwen, avec une majorité renforcée de 5 654 voix. De juillet 2015 à janvier 2017, Berry est membre de la commission des Finances.
Berry est opposé au Brexit avant le Référendum sur l'appartenance du Royaume-Uni à l'Union européenne.
Berry est de nouveau réélu en 2017, mais avec une majorité de 3 216 voix. Il est nommé sous-secrétaire d'État parlementaire pour le projet Northern Powerhouse et de le développement local, faisant de lui le troisième ministre chargé du sujet, en l'espace de deux ans.
Le 24 juillet 2019, il devient Ministre d'Etat au Département du Logement, des Communautés et du Gouvernement local dans le Gouvernement Johnson.
Candidat à sa réélection lors des élections générales de 2024, il est battu par le candidat travailliste Andy MacNae.
En juillet 2025, il annonce quitter le Parti conservateur pour rejoindre le mouvement Reform UK de Nigel Farage.

## Vie personnelle
Berry vit dans le village de Helmshore (Rossendale) et à Londres,. Il épouse Charlotte Alexa en 2009, avant de divorcer en septembre 2016. Sa nouvelle épouse, Alice Robinson, donne naissance à un petit garçon en mars 2017.